# Juan Jufré
Juan Jufré de Loayza Montesa (Medina de Rioseco, Corona de Castilla, 1516-Santiago de la Nueva Extremadura, gobernación de Chile, 1578) fue un conquistador español que participó en la expedición de Pedro de Valdivia a Chile. Fue el primer alcalde de segundo voto de Santiago en marzo de 1541, junto al de primer voto Francisco de Aguirre, y ocupó el cargo de teniente de gobernador de Cuyo, en donde fundó la ciudad de San Juan, denominándola  como San Juan de la Frontera, en la actual Argentina. 
Era padre de Luis Jufré de Loaysa y Meneses, quien fue corregidor de Cuyo desde 1593 hasta 1595 y que fundó la actual ciudad de San Luis el 25 de agosto de 1594, a la cual llamó San Luis de Loyola Nueva Medina de Rioseco.

## Biografía
Juan Jufré nació en 1516 en Medina de Rioseco, ciudad ubicada en la provincia de Valladolid (España). Fue hijo de Cándida de Montesa y Francisco Jufré de Loayza. Desposó en España a Constanza de Meneses por medio de poder notarial dado en Santiago de Chile en 1552 a Jerónimo de Alderete. Contrajo matrimonio con ella en Chile en 1555. 
Viajó a América junto a Juan Martín de Candía, hermano menor del adelantado Pedro de Candía, con quien arribaría al Perú en 1538, para luego trasladarse a Chile junto a Pedro de Valdivia. Estuvo presente en la fundación de Santiago y en las primeras campañas contra los indígenas. En 1554 machacó una rebelión de los indígenas en Gualemo, en el río Lontué, en la actual provincia de Curicó.
En el cabildo de Santiago ocupó diversos cargos, tales como el de alcalde y regidor en las décadas de 1550 y 1570. Además, en 1556 fue alférez real de la misma institución y en 1568 la representó ante la Real Audiencia establecida en Concepción.
Juan Jufré se destacó también por desarrollar importantes actividades económicas, estableció un molino y fue propietario de algunos barcos, que le permitieron amasar una fortuna personal. Además es considerado, junto a Francisco de Aguirre, como padre de la vitivinicultura chilena. Algunas de las parras que plantó en su encomienda de Macul (antigua comarca hoy dividida en las comunas de Ñuñoa, Macul y Peñalolén) aun se mantienen en la bodega de vinos Cousiño Macul.
Murió en Santiago de Chile en 1578 y sus restos fueron enterrados en la Iglesia de Santo Domingo.

## Galería

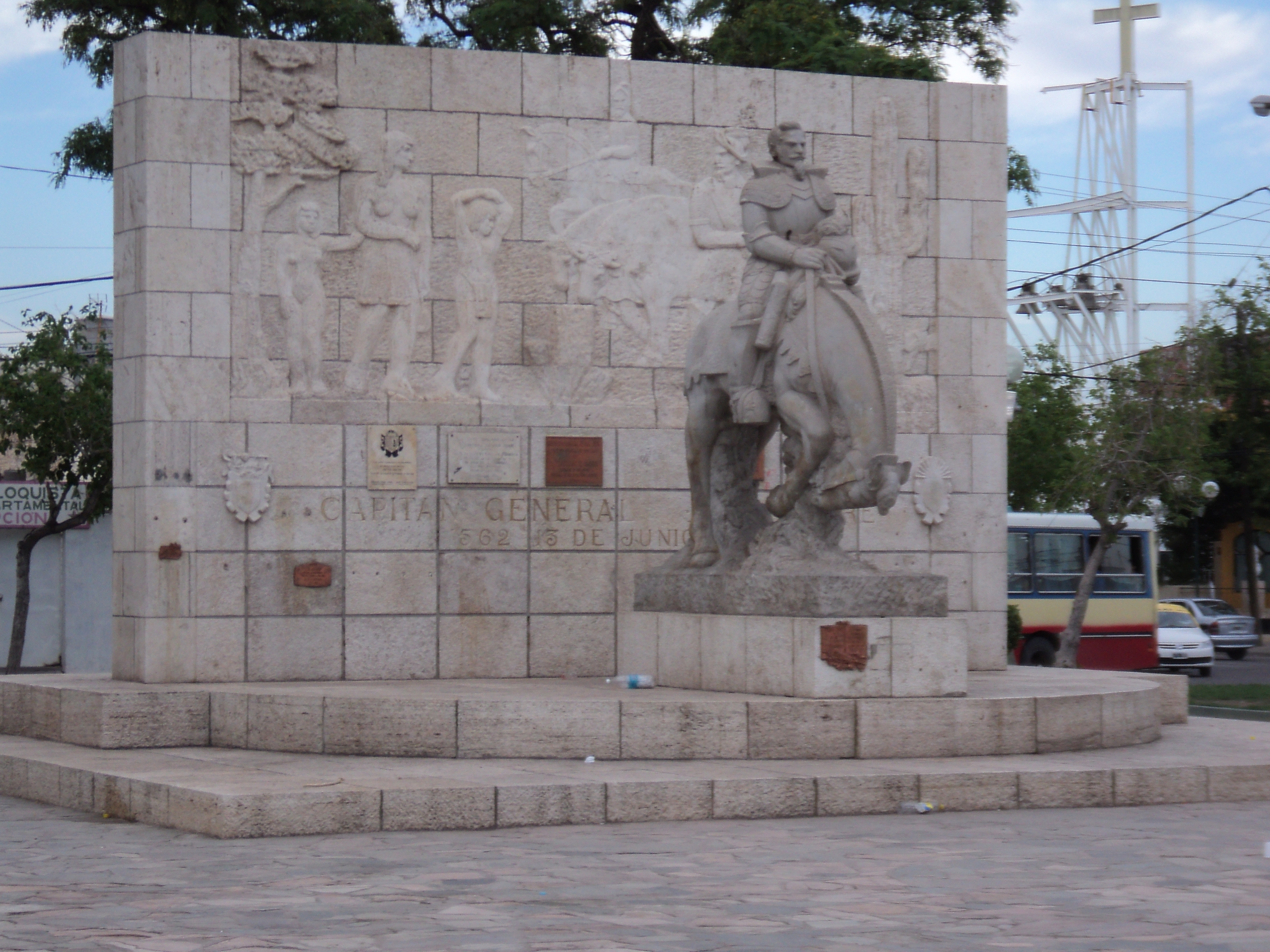
Monumento a Juan Jufré en Concepción (San Juan).
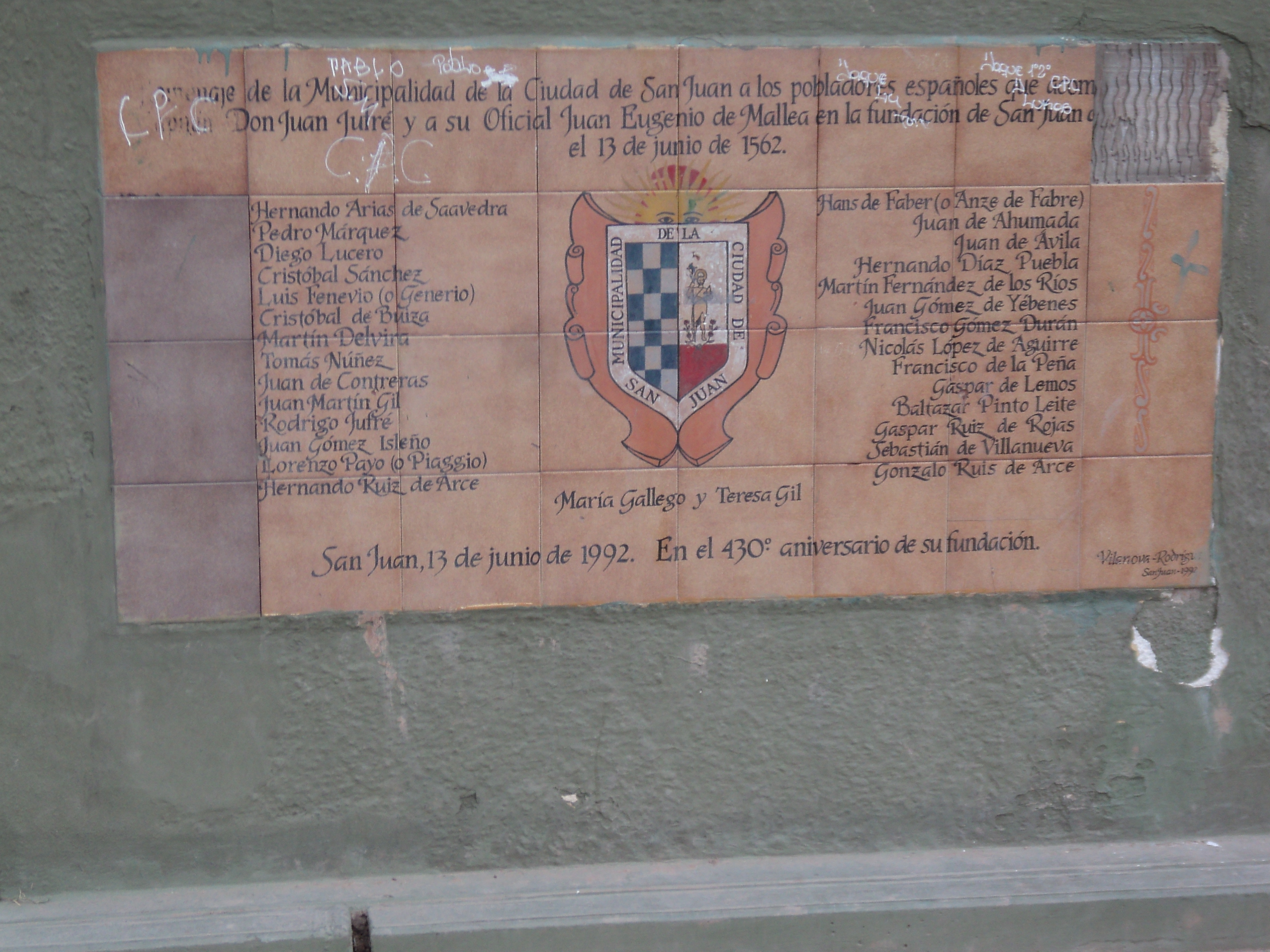
Placa que rememora la fundación de la ciudad de San Juan.
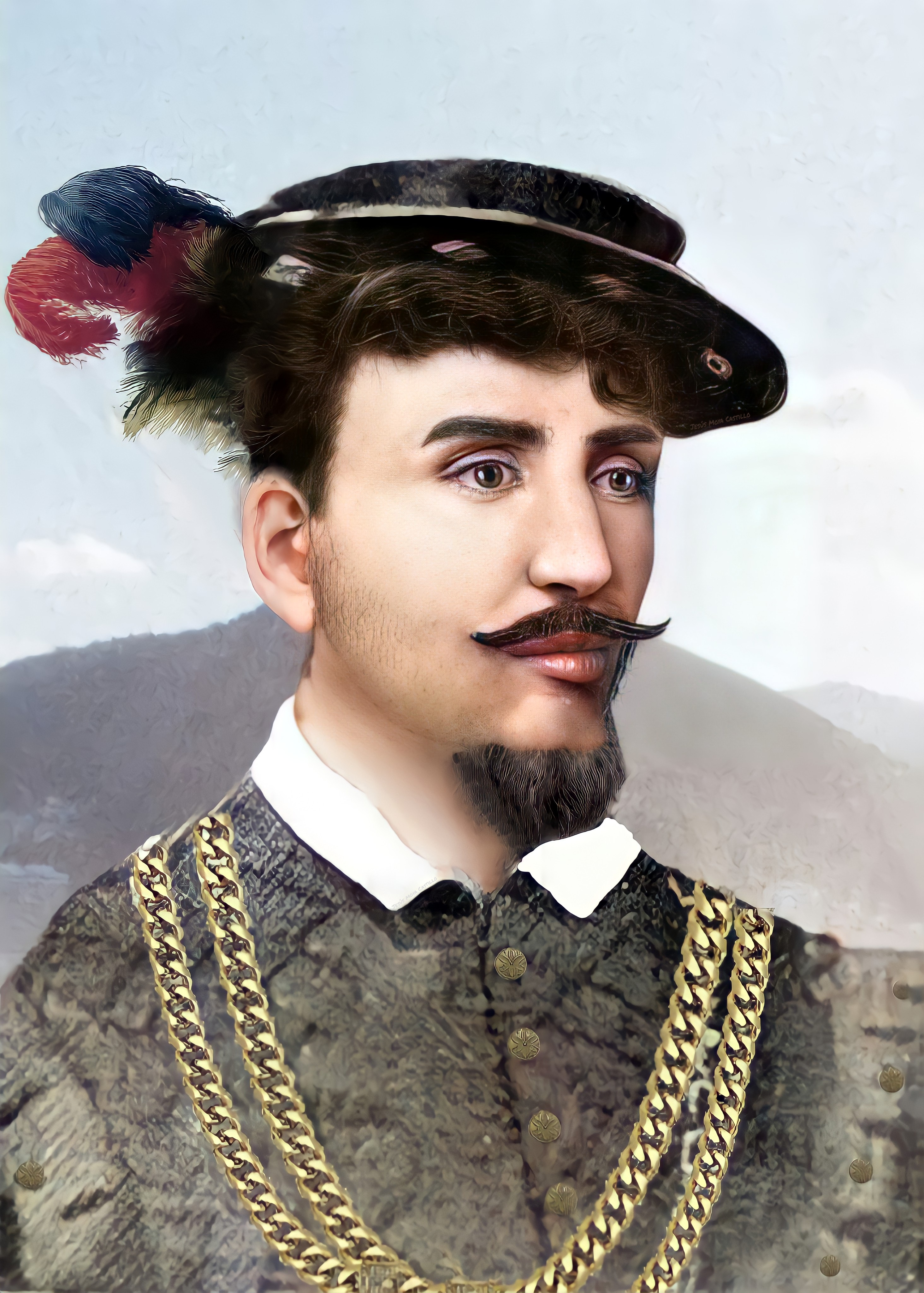
Restauración hiperrealista realizada por Jesús Moya.